# 심재덕
심재덕(沈載德, 1939년 1월 15일 ~ 2009년 1월 14일)은 대한민국의 정치인이다. 22·23대 수원시장과 17대 국회의원을 역임했다.
호(號)는 상곡(桑谷)이며 미스터 토일렛(Mr. Toilet)이라는 별명으로도 유명하였다.

## 학력
- 1951 신풍국민학교 졸업
- 1954 수원북중학교 졸업
- 1957 수원농림고등학교 졸업
- 서울대학교 농과대학 농학과 학사

### 명예 박사 학위
- 경기대학교 명예 행정학 박사

## 약력
- 1963년 수원농업고등학교와 안성농업고등학교의 교사를 지냈다.
- 경기도청 잠업과 과장
- 1977년 동서철강 회장을 역임하였다.
- 1987년 수원문화원 원장을 역임하였다.
- 수원행궁복원추진위원회 자문위원장
- 수원대학교 행정학과 객원교수
- 1994년 SBS 시청자 자문위원회 위원장을 역임하였다.
- 1995년 7월 1일 ~ 1998년 6월 30일 민선 제1대(초대) 수원시장을 역임하였다.
- 1998년 7월 1일 ~ 2002년 6월 30일 민선 제2대 수원시장을 역임하였다.
- 1999년 한국화장실협회를 창설, 초대 회장을 역임하였다.[1][2][3]
- 2004년 제17대 열린우리당 국회의원에 당선되었다.
- 열린우리당 지방자치발전특별위원회 위원장을 역임하였다.
- 열린우리당 정책위원회 부의장을 역임하였다.[3]
- 한국•터키 국회의원 친선협회 회장
- 2007년 세계화장실협회를 창설, 제1대 세계화장실협회 회장을 역임하였다.[1][2][3]
- 2009년 1월 14일 서울아산병원에서 지병(전립선암)으로 별세[3] 향년 71세.
- 2009년 1월 18일 국민훈장 모란장(국민훈장 2등급)이 추서되었고, 해우재에서 사회장(5일장)으로 영결식이 거행되었다.[4]

## 관련 시설

### 해우재
2007년 5월 전립선암 진단을 받은 그는 30년 동안 거주했던 자신의 주택을 허물고, 2007년 11월 11일 해우재(解憂齋, 또는 미스터 토일렛 하우스(Mr. toilet house))를 준공하였다. 그는 2008년 9월 투병에 들어가고 2009년 끝내 소천(召天)하였다. 이후 유족들이 그의 뜻을 받들어 2009년 7월 그의 토지와 시설들은 모두 수원시에 기증했는데, 수원시에서 이를 기념하고자 해우재를 다시 개조해 수원시 화장실문화 전시관으로 다시 열었다. 공원은 경기도 수원시 장안구 이목동에 위치해 있다.
2015년 1월 14일 부속건물인 해우재 문화센터 (haewoojae culture center)가 착공 완료 후 개관되었다.
한국기록원의 기네스북에 ‘최초·최대 변기모양 조형물’로 등재되었다.

## 역대 선거 결과
|  | 37.27% |

|  | 56.56% |

|  | 29.97% |

|  | 44.43% |

## 같이 보기
- 수원시 장안구 (선거구)
- 수원시 장안구의 국회의원
- 수원시장